# Waldemar Meyer
Waldemar Meyer   (Berlín, 4 de febrer de 1853 - Berchtesgaden, 30 de desembre de 1940) fou un violinista alemany, germà del també violinista Felix Meyer.
Deixeble de Joseph Joachim, va pertànyer de 1873/81 a l'orquestra de la cort de Berlín, sent nomenat més tard director del "Conservatori Stern". També fou director d'un quartet, amb el qual, o ja com a solista, va donar molts concerts arreu d'Alemanya. Va escriure diverses obres per a violí.